# Edificio Vantablack
El edificio Vantablack, también conocido como Pabellón Hyundai, es un edificio que forma parte de las instalaciones de los Juegos Olímpicos de Invierno de 2018. Diseñado por el arquitecto británico Asif Khan, se trata del edificio más negro que existe en el mundo.
El vantablack es la sustancia más oscura del mundo creada por el ser humano; puede llegar a absorber hasta el 99,965% de la radiación de luz visible, infrarroja y ultravioleta. Es un negro tan intenso, que resulta imposible distinguir sus contornos. Solo se puede ver lo que hay a su alrededor.Su nombre proviene del acrónimo Vertically Aligned NanoTube Arrays (matrices de nanotubos alineados verticalmente, en español), y tal y como éste indica se compone de nanotubos de carbono.

## Fachada Vantablack
En la fachada del edificio han colocado unos nanotubos blancos que producen el mismo efecto que unas minúsculas estrellas que brillan en la inmensidad del firmamento. Según su creador, lo que pretende es lograr que los visitantes tengan la sensación de contemplar un gran agujero negro que es capaz de atraer todo lo que flota a su alrededor.
Se caracteriza por contar con una gran resistencia a las vibraciones y un alto grado de estabilidad térmica, y entre sus aplicaciones encontramos el uso artístico, la creación de ilusiones ópticas, el camuflaje o incluso la confección de prendas para que a los enfermos de cáncer no les dé la radiación solar.
Para utilizar esta sustancia es necesario aplicarla a las superficies usando tecnología de deposición de vapor químico, una técnica que resulta laboriosa y compleja. Para simplificar el proceso, la compañía Surrey NanoSystems ha desarrollado una pintura en aerosol llamada vantablack VBx2, especialmente creada su uso a gran escala. En este caso la sustancia no está hecha con nanotubos de carbono, lo que impide que bloquee la luz infrarroja y ultravioleta, aunque sí es capaz de absorber la misma cantidad de luz visible.
La pintura vantablack VBx2 es lo que han utilizado para hacer que el Pabellón Hyundai de los Juegos Olímpicos de Invierno 2018 sea el edificio más negro del mundo. La oscuridad de su revestimiento hace que desde la distancia no parezca un objeto tridimensional. Las paredes están cubiertas con varillas que tienen los extremos iluminados, lo que hace que parezcan estrellas.

## Apariencia
“Desde lejos, la estructura tiene la apariencia de una ventana que mira hacia las profundidades del espacio exterior”,  afirma en un comunicado Asif Khan. “A medida que te acercas, esta impresión crece hasta llenar todo tu campo de visión. Así que al entrar al edificio sientes que está siendo absorbido por una nube de negrura”.

## Dimensiones
El pabellón tiene unas dimensiones de 35 m de ancho y diez de altura. Y en contraste con su exterior, el interior del mismo es de un blanco reluciente. Hay que explicar también que allí no se celebrará ningún evento deportivo, sino que se trata de un espacio de relax creado para que los visitantes puedan vivir una experiencia sensorial, gracias a una instalación que emite gotas de agua que chocan entre sí.